# Donnaldsoncythere
Donnaldsoncythere är ett släkte av kräftdjur. Donnaldsoncythere ingår i familjen Entocytheridae.
Kladogram enligt Catalogue of Life:
| Donnaldsoncythere | \| \| Donnaldsoncythere ardis \| \| \| \| \| \| Donnaldsoncythere cayugaensis \| \| \| \| \| \| Donnaldsoncythere donnaldsonensis \| \| \| \| \| \| Donnaldsoncythere hiwasseensis \| \| \| \| \| \| Donnaldsoncythere humesi \| \| \| \| \| \| Donnaldsoncythere ileata \| \| \| \| \| \| Donnaldsoncythere leptodrilus \| \| \| \| \| \| Donnaldsoncythere pennsylvanica \| \| \| \| \| \| Donnaldsoncythere scalis \| \| \| \| \| \| Donnaldsoncythere truncata \| \| \| \| \| \| Donnaldsoncythere tuberosa \| \| \| \| |
|                   | \| \| Donnaldsoncythere ardis \| \| \| \| \| \| Donnaldsoncythere cayugaensis \| \| \| \| \| \| Donnaldsoncythere donnaldsonensis \| \| \| \| \| \| Donnaldsoncythere hiwasseensis \| \| \| \| \| \| Donnaldsoncythere humesi \| \| \| \| \| \| Donnaldsoncythere ileata \| \| \| \| \| \| Donnaldsoncythere leptodrilus \| \| \| \| \| \| Donnaldsoncythere pennsylvanica \| \| \| \| \| \| Donnaldsoncythere scalis \| \| \| \| \| \| Donnaldsoncythere truncata \| \| \| \| \| \| Donnaldsoncythere tuberosa \| \| \| \| |
|                   | Ankylocythere |
|                   | |
|                   | Ascetocythere |
|                   | |
|                   | Cymocythere |
|                   | |
|                   | Dactylocythere |
|                   | |
|                   | Entocythere |
|                   | |
|                   | Geocythere |
|                   | |
|                   | Harpagocythere |
|                   | |
|                   | Hartocythere |
|                   | |
|                   | Hobbsiella |
|                   | |
|                   | Laccocythere |
|                   | |
|                   | Litocythere |
|                   | |
|                   | Lordocythere |
|                   | |
|                   | Okriocythere |
|                   | |
|                   | Ornithocythere |
|                   | |
|                   | Phymocythere |
|                   | |
|                   | Plectocythere |
|                   | |
|                   | Psittocythere |
|                   | |
|                   | Rhadinocythere |
|                   | |
|                   | Sagittocythere |
|                   | |
|                   | Saurocythere |
|                   | |
|                   | Thermastrocythere |
|                   | |
|                   | Uncinocythere |
|                   | |
|                   | Waltoncythere |
|                   | |
|                   | Donnaldsoncythere ardis |
|                   | |
|                   | Donnaldsoncythere cayugaensis |
|                   | |
|                   | Donnaldsoncythere donnaldsonensis |
|                   | |
|                   | Donnaldsoncythere hiwasseensis |
|                   | |
|                   | Donnaldsoncythere humesi |
|                   | |
|                   | Donnaldsoncythere ileata |
|                   | |
|                   | Donnaldsoncythere leptodrilus |
|                   | |
|                   | Donnaldsoncythere pennsylvanica |
|                   | |
|                   | Donnaldsoncythere scalis |
|                   | |
|                   | Donnaldsoncythere truncata |
|                   | |
|                   | Donnaldsoncythere tuberosa |
|                   | |

|  | Donnaldsoncythere ardis           |
|  |                                   |
|  | Donnaldsoncythere cayugaensis     |
|  |                                   |
|  | Donnaldsoncythere donnaldsonensis |
|  |                                   |
|  | Donnaldsoncythere hiwasseensis    |
|  |                                   |
|  | Donnaldsoncythere humesi          |
|  |                                   |
|  | Donnaldsoncythere ileata          |
|  |                                   |
|  | Donnaldsoncythere leptodrilus     |
|  |                                   |
|  | Donnaldsoncythere pennsylvanica   |
|  |                                   |
|  | Donnaldsoncythere scalis          |
|  |                                   |
|  | Donnaldsoncythere truncata        |
|  |                                   |
|  | Donnaldsoncythere tuberosa        |
|  |                                   |